# Czernidłaczek brodawkowany
Czernidłaczek brodawkowany, czernidłak brodawkowany (Coprinellus radians (Desm.) Vilgalys, Hopple & Jacq. Johnson) – gatunek grzybów należący do rodziny kruchaweczkowatych (Psathyrellaceae).

## Systematyka
Pozycja w klasyfikacji według Index Fungorum:
Coprinellus, Psathyrellaceae, Agaricales, Agaricomycetidae, Agaricomycetes, Agaricomycotina, Basidiomycota, Fungi.
Po raz pierwszy opisał go w 1828 r. Jean Baptiste Henri Joseph Desmazières nadając mu nazwę Agaricus radians. W 1838 r. Georges Métrod przeniósł go do rodzaju Coprinus. W wyniku badań filogenetycznych prowadzonych na przełomie XX i XXI wieku mykolodzy ustalili, że rodzaj Coprinus jest polifiletyczny i rozbili go na kilka rodzajów. Obecną, uznaną przez Index Fungorum nazwę nadali temu gatunkowi Vilgalys, Hopple i Jacq. Johnson w 2001 r.
Synonimy:

- Agaricus radians Desm. 1828
- Coprinus hortorum Métrod 1940
- Coprinus radians (Desm.) Fr. 1838
- Coprinus radians var. diversicystidiatus Bogart 1975
- Coprinus radians var. laevigatus Bogart 1975
- Coprinus radians var. obturamentatus Bogart 1975
- Coprinus radians var. pachyteichotus Bogart 1975
- Coprinus radians var. simulans Bogart 1975
- Coprinus radians var. tibiiformis Bogart 1975
- Coprinus similis Berk. & Broome 1865

Polską nazwę podał Stanisław Domański w 1955 r. dla synonimu Coprinus radians. Po przeniesieniu tego gatunku do rodzaju Coprinellus stała się niespójna z obecną nazwą naukową. W 2025 r. Komisja ds. Polskiego Nazewnictwa Grzybów Polskiego Towarzystwa Mykologicznego zarekomendowała dla rodzaju Coprinellus nazwę czernidłaczek.

## Morfologia
Kapelusz
W młodych owocnikach ma wymiary 30 × 25 mm i półkulisty, jajowaty lub elipsoidalny kształt. Podczas rozwoju rozszerza się i staje się stożkowaty, potem wypukły osiągając średnicę do 50 mm. Powierzchnia o barwie od złocistożółtej do ochrowej z resztkami filcowatej, białawej osłony tworzącej małe, wełniste fragmenty o barwie żółtawo-czerwonawo-brązowej, szczególnie licznie na środku kapelusza.
Blaszki
W liczbie od 60 do 70, z międzyblaszkami (l=3–5), wolne, o szerokości 3–8 (–10) mm. Początkowo są białe, potem od zarodników stają się szarobrązowe do czarnych.
Trzon
Wysokość 30–80 mm, grubość 2–7 mm, cylindryczny, cylindryczny z maczugowatą podstawą, która czasem ma brzeg podobny do pochwy i rdzawy.
Cechy mikroskopowe
Wysyp zarodników czarniawy. Zarodniki 8,5–11,5 × 5,5–7 µm, Q = 1,50–1,90, cylindryczno-elipsoidalne lub elipsoidalne, z zaokrągloną podstawą i wierzchołkiem, o barwie od średnio do ciemno czerwono-brązowej. Pora rostkowa ekscentryczna o szerokości 1,3 µm. Podstawki 18–34 × 8–9 µm, 4–zarodnikowe, otoczone 3–6 pseudoparafizami. Pleurocystydy 50–120 × 30–65 µm, jajowate, elipsoidalne, szeroko fasolkowate lub prawie cylindryczne. Cheilocystidy baryłkowate, o wymiarach 30–60 × 12–20 × 5–10 µm lub prawie kuliste, elipsoidalne, jajowate, szeroko fasolkowate o wymiarach 40–100 × 25–50 µm. Kaulocystydy 35–100 × 10–28 × 7–12 µm, baryłkowate. Zasnówka złożona z komórek o wymiarach 20–80 × 5–45 µm i kształcie od cylindrycznym, elipsoidalnym, wrzecionowatym lub kulistym. Są cienkościenne do nieco grubościennych i brązowawe w kierunku końca łańcucha i od środka kapelusza. Brak sprzążek, występują tylko nibysprzążki.
Gatunki podobne
Jest wiele podobnych gatunków z rodzajów Coprinellus i Coprinopsis. Ich odróżnienie możliwe jest analizą mikroskopową. Cechą charakterystyczną dla Coprinellus radians są zarodniki o długości przekraczającej 10 µm i szerokości 5,5-7 µm oraz baryłkowate cheilocystydy.

## Występowanie i siedlisko
W Europie jest szeroko rozprzestrzeniony, ale rzadki. W opracowaniu W. Wojewody z 2003 r. na terenie Polski podano 7 jego stanowisk i według W. Wojewody rozprzestrzenienie tego gatunku i stopień zagrożenia na terenie Polski nie są znane. B. Gierczyk w 2011 r. podaje jeszcze jedno stanowisko. Kilka innych stanowisk podaje także internetowy atlas grzybów. Znajduje się w nim na liście gatunków zagrożonych i wartych objęcia ochroną.
Rośnie na gałęziach, pniach i kłodach drzew liściastych.

## Znaczenie
Saprotrof, grzyb koprofilny. Grzyb niejadalny.
Opisano przypadek grzybiczego zapalenia rogówki oka u ludzi wywołanego przez Coprinellus radians. Do tej pory opisano ponad 100 gatunków grzybów wywołujących tę chorobę.